# Denticolloides
Denticolloides is een geslacht van kevers uit de familie  
kniptorren (Elateridae).
Het geslacht werd voor het eerst wetenschappelijk beschreven in 1963 door Elena Gurjeva.

## Soorten
Het geslacht omvat de volgende soorten:
- Denticolloides bajtenovi Gurjeva & Tugusheva, 1967
- Denticolloides fulvus Dolin, 1969
- Denticolloides hosokawai Arimoto, 2000
- Denticolloides oblongicollis Dolin & Cate, 1999
- Denticolloides paradoxus Gurjeva, 1963
- Denticolloides sinensis Dolin & Cate, 1999